# Oulema pumila
Oulema pumila es una especie de insecto coleóptero de la familia Chrysomelidae.
Fue descrita científicamente en 1998 por Vencl & Aiello.